# Čađavica (Virovitica-Podravina)
Pour les articles homonymes, voir Čađavica.
Čađavica est un village et une municipalité située dans le comitat de Virovitica-Podravina, en Croatie. Au recensement de 2001, la municipalité comptait 2 394 habitants, dont 89,01 % de Croates et 8,69 % de Serbes ; le village seul comptait 787 habitants.

## Localités
La municipalité de Čađavica compte 10 localités :
- Čađavica - 787
- Čađavički Lug - 316
- Donje Bazije - 190
- Ilmin Dvor - 96
- Noskovačka Dubrava - 68
- Noskovci - 237
- Starin - 103
- Šaševo - 109
- Vraneševci - 147
- Zvonimirovac - 341